# María Teresa Infante Caffi
María Teresa Infante Caffi (Recoleta, 21 de septiembre de 1950) es una abogada, académica, diplomática y jueza chilena quien a lo largo de su trayectoria ha ocupado diferentes cargos a nivel nacional, como internacional. 
Fue co-agente de Chile ante la Corte Internacional de Justicia (CIJ) de La Haya en el caso Perú-Chile a causa de una delimitación marina. Asimismo, ejerció como directora nacional de Fronteras y Límites del Estado durante doce años, entre 1997 y 2009, siendo clave en la promoción del polémico acuerdo de 1998 con Argentina sobre el litigio del campo de hielo patagónico sur.
Desde 2014 hasta 2018, fue parte del grupo de 35 expertos que asesoraron a Chile por la demanda de Bolivia también ante la CIJ y paralelamente, se desempeñó como embajadora de su país en los Países Bajos, entre 2014 y 2020. Actualmente ejerce el cargo de jueza en el Tribunal Internacional del Derecho del Mar.

## Estudios y carrera profesional
Realizó sus estudios en la carrera de la derecho en la Universidad de Chile, y luego cursó una licenciatura en ciencias jurídicas y sociales en la misma casa de estudios. Asimismo, efectuó estudios de doctorado en el Instituto Universitario de Altos Estudios Internacionales de Ginebra, Suiza, estudios de postgrado en la Universidad Complutense de Madrid, España; y en The Hague Academy of International Law, Países Bajos.
Fue promotora del polémico acuerdo de 1998 respecto al litigio del campo de hielo patagónico sur junto a José Miguel Insulza el cual buscó redibujar el límite ya definido hace 100 años atrás por los peritos de ambos países. En 2006 en el marco de la polémica del límite de los mapas argentinos en el campo de hielo patagónico sur, ella le bajó el perfil y afirmó que se trataba de una "desactualización", cosa que no cambió con los años.
Dentro de su carrera profesional, ha ejercido como profesora titular de la Universidad de Chile, en la Academia Diplomática y, como profesora invitada en instituciones académicas de distintos países. Junto a ello, fue directora del Instituto de Estudios Internacionales de la Universidad de Chile y miembro de diversas instituciones de derecho internacional.
Durante el primer gobierno de Michelle Bachelet, fue encargada de la coordinación jurídica y técnica superior de la atención de la demanda del Perú sobre el límite marítimo jurando el 9 de julio de 2009, y co-agente de Chile ante la Corte Internacional de Justicia (CIJ) de La Haya en el caso Perú-Chile.
Paralelamente, desde 1997 hasta 2009, se desempeñó como directora nacional de Fronteras y Límites del Estado, organismo dependiente del Ministerio de Relaciones Exteriores y fue parte del grupo de 35 expertos que asesoran a Chile por la demanda de Bolivia ante la CIJ, la que fue desestimada en 2018.
En 2020 fue elegida como jueza del Tribunal Internacional del Derecho del Mar.

## Condecoraciones

### Condecoraciones extranjeras
- Gran Cruz de la Orden El Sol del Perú ( Perú, 8 de marzo de 2000).[10]
- Gran Cruz de la Orden de Orange-Nassau ( Países Bajos, 29 de septiembre de 2020).[11]

## Publicaciones

### Libros
- “Modalidades de Integración en América Latina”, París, Association Andrés Bello des Juristes Franco-Latino-Américains, 2005.
- "Solución judicial de controversias: el Derecho Internacional ante los tribunales internacionales e internos". Instituto de Estudios Internacionales, Sociedad Chilena de Derecho Internacional, María Teresa Infante Caffi ; Rose Cave Schörh, 1995. 181 p[12]
- "El medio ambiente en la minería". Instituto de Estudios Internacionales, Universidad de Chile. María Teresa Infante Caffi, Sara Inés Pimentel Hunt, Rodrigo Díaz Albónico, 1992.[13]

### Artículos y ensayos
- "Antártica ante el Derecho Internacional" en la Biblioteca Audiovisual de Derecho Internacional de las Naciones Unidas